# Bitwa pod Ścinawą
Bitwa pod Ścinawą – starcie zbrojne, które miało miejsce 11 października 1633 podczas wojny trzydziestoletniej.
Pod Ścinawą armia cesarska pod wodzą Albrechta Wallensteina odniosła zwycięstwo nad armią saską dowodzoną, przez von Thurna. Wallenstein zdobył 16 dział i cały obóz Sasów.